# 34º Campeonato Brasileiro Absoluto de Xadrez
O 34º Campeonato Brasileiro Absoluto de Xadrez foi uma competição de xadrez organizada pela CBX referente ao ano de 1967. Sua fase final disputada na cidade de São Paulo (SP) de 13 a 21 de julho de 1967. E teve como campeão o gaúcho e futuro GM, Henrique Mecking de apenas 15 anos.

## Fase final
A Fase final do Campeonato Brasileiro de 1967 foi disputado no Sistema Suíço em 9 rodadas.
Sistema de pontuação
- 1,0 ponto por vitória
- 0,5 ponto por empate
- 0,0 ponto por derrota

Classificação Final após as 9 rodadas
| Pos | Jogador                | UF | Pontos | Mbuch | Vitórias | Buch | R1      | R2      | R3      | R4      | R5      | R6      | R7      | R8      | R9      |
| --- | ---------------------- | -- | ------ | ----- | -------- | ---- | ------- | ------- | ------- | ------- | ------- | ------- | ------- | ------- | ------- |
| 1°  | Henrique Mecking       | RS | 7,5    | 33,0  | 6        | 42,0 | 16° vit | 17° vit | 02° emp | 05° emp | 06° emp | 04° vit | 11° vit | 03° vit | 08° vit |
| 2°  | José de Pinto Paiva    | BA | 6,5    | 35,0  | 6        | 43,0 | 18° vit | 03° vit | 01° emp | 04° vit | 05° der | 11° der | 06° vit | 07° vit | 12° vit |
| 3°  | Antônio Rocha          | RS | 6,0    | 35,0  | 5        | 45,5 | 15° vit | 02° der | 07° emp | 09° vit | 04° emp | 12° vit | 05° vit | 01° der | 14° vit |
| 4°  | Olício Gadia           | GB | 5,0    | 37,5  | 4        | 49,5 | 08° vit | 12° emp | 09° vit | 02° der | 03° emp | 01° der | 10° vit | 05° vit | 06° der |
| 5°  | Gerd Fonrobert         | SP | 5,0    | 37,0  | 4        | 49,0 | 13° vit | 09° emp | 11° vit | 01° emp | 02° vit | 06° vit | 03° der | 04° der | 07° der |
| 6°  | Hélder Câmara          | SP | 5,0    | 35,0  | 4        | 46,5 | 11° emp | 13° vit | 14° vit | 12° vit | 01° emp | 05° der | 02° der | 10° der | 04° vit |
| 7°  | Adaucto Nóbrega        | SC | 5,0    | 33,5  | 3        | 42,5 | 09° der | 16° vit | 03° emp | 11° emp | 13° emp | 14° vit | 12° emp | 02° der | 05° vit |
| 8°  | Frederico Pimentel     | ES | 5,0    | 31,0  | 4        | 41,0 | 04° der | 15° emp | 10° emp | 14° der | 16° vit | 13° vit | 09° vit | 11° vit | 01° der |
| 9°  | José Thiago Mangini    | GB | 5,0    | 30,5  | 4        | 37,0 | 07° vit | 05° emp | 04° der | 03° der | 10° emp | 15° vit | 08° der | 17° vit | 18° vit |
| 10° | Joăo de Souza Mendes   | GB | 5,0    | 29,0  | 3        | 34,5 | 12° emp | 11° der | 08° emp | 16° emp | 09° emp | 18° vit | 04° der | 06° vit | 17° vit |
| 11° | Luiz Tavares da Silva  | PE | 4,5    | 36,0  | 3        | 46,5 | 06° emp | 10° vit | 05° der | 07° emp | 15° vit | 02° vit | 01° der | 08° der | 13° emp |
| 12° | Eduardo Cotta          | MG | 4,5    | 32,5  | 3        | 39,5 | 10° emp | 04° emp | 17° vit | 06° der | 14° vit | 03° der | 07° emp | 18° vit | 02° der |
| 13° | Joăo Machado Borges    | MG | 4,5    | 27,5  | 3        | 33,0 | 05° der | 06° der | 15° emp | 18° vit | 07° emp | 08° der | 17° vit | 16° vit | 11° emp |
| 14° | Erbo Stenzel           | PR | 4,0    | 27,5  | 4        | 34,0 | 17° der | 18° vit | 06° der | 08° vit | 12° der | 07° der | 16° vit | 15° vit | 03° der |
| 15° | José Frederico Saboya  | CE | 3,0    | 28,0  | 2        | 34,5 | 03° der | 08° emp | 13° emp | 17° vit | 11° der | 09° der | 18° vit | 14° der | 16° der |
| 16° | Fernando Leite         | RJ | 2,5    | 29,0  | 2        | 37,0 | 01° der | 07° der | 18° vit | 10° emp | 08° der | 17° der | 14° der | 13° der | 15° vit |
| 17° | Pedro Segundo da Costa | BA | 2,5    | 28,5  | 2        | 36,5 | 14° vit | 01° der | 12° der | 15° der | 18° emp | 16° vit | 13° der | 09° der | 10° der |
| 18° | Sabino Ribeiro Jr      | FA | 0,5    | 28,5  | 0        | 37,5 | 02° der | 14° der | 16° der | 13° der | 17° emp | 10° der | 15° der | 12° der | 09° der |